# 玉皇庙水库
玉皇庙水库是中国吉林省长春市榆树市境内的一座水库，位于卡岔河支流二道河上，建于1958年。水库正常库容为2497万立方米，集雨面积为188平方千米，海拔为189.95米。